# 鬼妻娜娜 (2024年電視劇)
《鬼妻娜娜2024》（羅馬化：Nang Nak Phra Khanong），是一部改編自泰國民間傳說鬼妻娜娜的年代驚悚劇。此剧由Minds@Work發行，普里亞坎·賈坎特與圖查蓬·古旺班迪領銜主演。2024年10月14日起，每週一至週五晚間七時於泰國第3電視台首播。

## 劇情簡介
故事講述居住在拍崑崙運河（Phra Khanong Canal）沿岸的美麗年輕女子Nak（普里亞坎·賈坎特 飾）以及她對丈夫Mak（圖查蓬·古旺班迪 飾）永恆的愛。
由於Nak懷孕，Mak又被徵召入伍打仗，並在那裡受了重傷。戰爭結束後，當Mak接受治療恢復健康期間，他的妻子Nak和他們的孩子在難產中雙雙去世。然而，當Mak千里迢迢地回到家時，他發現他親愛的妻子和孩子在等待著他，卻不知他們已變成冤魂.....

## 演員陣容
註：括號內的演員姓名為小名。

### 主要演員
- 普里亞坎·賈坎特（Yiiiwha） 飾演 Nak
- 圖查蓬·古旺班迪（Job） 飾演 Mak

### 其他演員
- 查納堤普·波通坎（Champ） 飾演 Luang San Phiman
- 茶諾素妲·蘭莎納維斯（Gap） 飾演 Soi
- 阿麗莎拉·翁差麗（Fresh） 飾演 Maen

## 獲獎與提名列表
| 年度   | 頒獎典禮                            | 獎項       | 入圍者           | 結果   |
| ------ | ----------------------------------- | ---------- | ---------------- | ------ |
| 2025年 | 第16屆泰國皇家戲劇獎 （晚間戲劇類） | 最佳戲劇   | 《鬼妻娜娜2024》 | 待公布 |
| 2025年 | 第16屆泰國皇家戲劇獎 （晚間戲劇類） | 最佳導演   | 塔威瓦·萬塔      | 待公布 |
| 2025年 | 第16屆泰國皇家戲劇獎 （晚間戲劇類） | 最佳男主角 | 圖查蓬·古旺班迪  | 待公布 |
| 2025年 | 第16屆泰國皇家戲劇獎 （晚間戲劇類） | 最佳女主角 | 普里亞坎·賈坎特  | 待公布 |
| 2025年 | 第16屆泰國皇家戲劇獎 （晚間戲劇類） | 最佳劇本   | 《鬼妻娜娜2024》 | 待公布 |

## 外部連結
- MyDramaList上的《鬼妻娜娜2024》（英文）（页面存档备份，存于）
- 豆瓣电影上《鬼妻娜娜2024》的資料 （简体中文）